# (135) Herta
(135) Herta es un asteroide que forma parte del cinturón de asteroides y fue descubierto el 18 de febrero de 1874 por Christian Heinrich Friedrich Peters desde el observatorio Litchfield de Clinton, Estados Unidos.
Está nombrado por Herta, otro nombre de la diosa de la mitología nórdica Nerthus.

## Características orbitales
Herta está situado a una distancia media de 2,428 ua del Sol, pudiendo alejarse hasta 2,932 ua. Tiene una inclinación orbital de 2,306° y una excentricidad de 0,2077. Emplea en completar una órbita alrededor del Sol 1382 días. Da nombre a la familia asteroidal de Herta.